# Вінцук Відважний
Вінцук Відважний (справжнє ім'я — Германович Йосип Станіславович; нар. 4 березня 1890 — пом. 26 грудня 1978) — білоруський письменник, католицький священик східного обряду, поет, публіцист.

## Біографія
Народився в містечку Гольшани Ошмянського повіту Віленської губернії, нині це Ошмянський район Гродненської області. Походив із селянської родини: батьки — Станіслав та Ганна Германовичі. У 1898-1902 роках відвідував Гольшанську народну школу, а наступні чотири роки — Ошмянське міське училище. У 1913 році закінчив Віленську духовну католицьку семінарію. 29 червня 1913 року був висвячений на священика, тоді ж почав пастирську діяльність як вікарій в місцевості Далістова Білостоцького повіту. Пізніше працював у різних парафіях Білостоцького деканату (Білосток, Кринкі, Мсцібова, Велика Лапеніца). У 1921 році вступив у Товариство білоруської школи; організував одну з білоруських шкіл, в костелі проповідував білоруською мовою. Це викликало невдоволення вищої ієрархії, і Відважний змушений був переїхати в Друю, де у 1924 році вступив до конгрегації маріян. Спочатку виконував обов'язки настоятеля Друйського приходу, пізніше був магістром колишнього новіціату і, крім того, вчителем релігії і латини в Друйській гімназії. Часто писав у білоруські періодичні видання. Прозові та поетичні твори Відважного регулярно з'являлися на сторінках періодичної преси («Krynica», «Chryscijanskaja Dumka»). Переслідувався польськими світською та духовною владою. З 1932 року знаходиться на місіонерській роботі в Харбіні, де також був директором місцевої гімназії. У 1936 році повернувся у Вільнюс, керував Білоруським маріянським домом студентів. У 1938 році був депортований разом зі студентами до Центральної Польщі, звідки незабаром знову виїхав у Харбін. У 1948 році був заарештований китайською поліцією і переданий радянським органам безпеки. Був засуджений до 25 років примусових робіт у таборах. Перебував в ув'язненні у Сибіру. Після смерті Сталіна був звільнений. Виїхав до Польщі, в кінці 1959 року — у Рим, а незабаром прибув у Лондон. Брав участь у релігійному та культурному житті білоруського зарубіжжя. Був одним з редакторів журналу «Божим шляхом» (Лондон). Про своє перебування в таборах написав спогади «Китай — Сибір — Москва», які викликали великий інтерес і були опубліковані на білоруською, італійською, польською, литовською мовами. Помер 26 грудня 1978 року у Лондоні.

## Твори

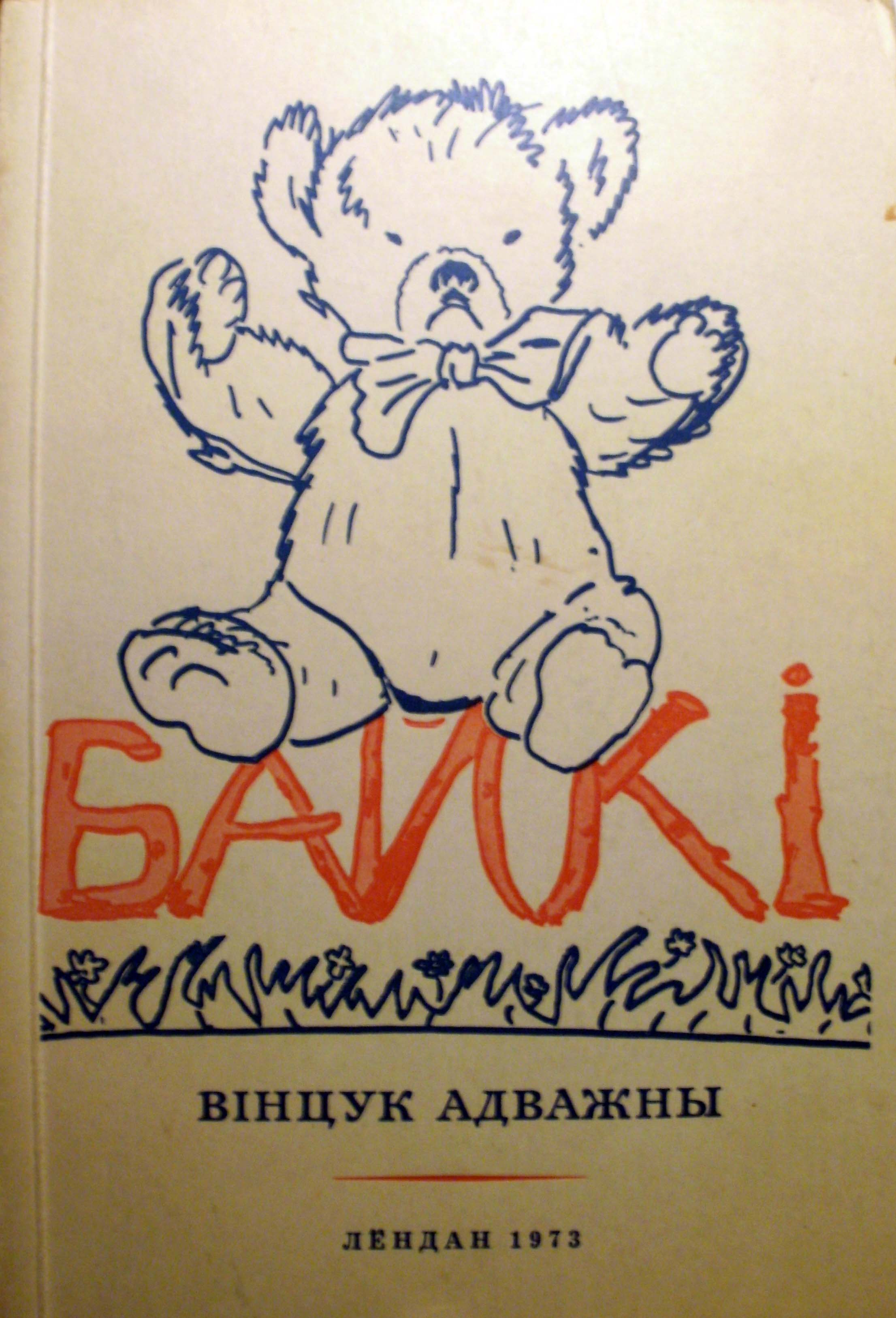
Вінцук Відважний — Байки (1973, Лондон)

- «Як Казюк сабраўся да споведзі» (Як Казюк збирався до сповіді, Вільно, 1928)
- «Казюковае жанімства» (Казкове одруження, Вільно, 1929)
- «Як Гануля зьбіралася ў Аргентыну» (Як Ганнуля збиралася до Аргентини, Вільно, 1930)
- «Адам і Анелька» (Адам та Анелька, Вільно, 1931)
- «Канёк-Гарбунок» (за Єршовим) (Коник-Горбунок, Вільно, 1932)
- «Бэтлейка» (Бетлейка, Вільно, 1932.)
- «Унія на Палесьсі» (Унія на Поліссі, Альбертин, 1932)
- «Беларускія цымбалы» (Білоруські цимбали, Вільно, 1933)
- «Казка аб рыбаку і рыбцы» (Казка про рибака і рибку, Вільно, 1935)
- «Хлапец» (Хлопець, Вільно, 1935)
- «Гануліны клопаты» (Ганнулині клопоти, Вільно, 1935)
- «Кітай-Сібір-Масква» (спогади) (Китай-Сибір-Москва, Мюнхен, 1962)
- «Пакутныя псальмы» (переклад віршів), (Покаянні псалми, Рим, 1964)
- «Князь і лапаць. Сучасная казка» (Князь і лапоть. Сучасна казка, Лондон, 1964)
- «Байкі і іншыя вершы», (Байки та інші вірші, Лондон, 1973)
- «Выбраныя творы», Мінск: Кнігазбор, 2011. — 592 с. — («Беларускі кнігазбор»: Серыя 1. Мастацкая літаратура).